# East Rudham
East Rudham – wieś w Anglii, w hrabstwie Norfolk, w dystrykcie King’s Lynn and West Norfolk. Leży 45 km na północny zachód od Norwich i 157 km na północ od Londynu.
Miejscowość liczy 525 mieszkańców.